# Joost Cornelisz. Droochsloot

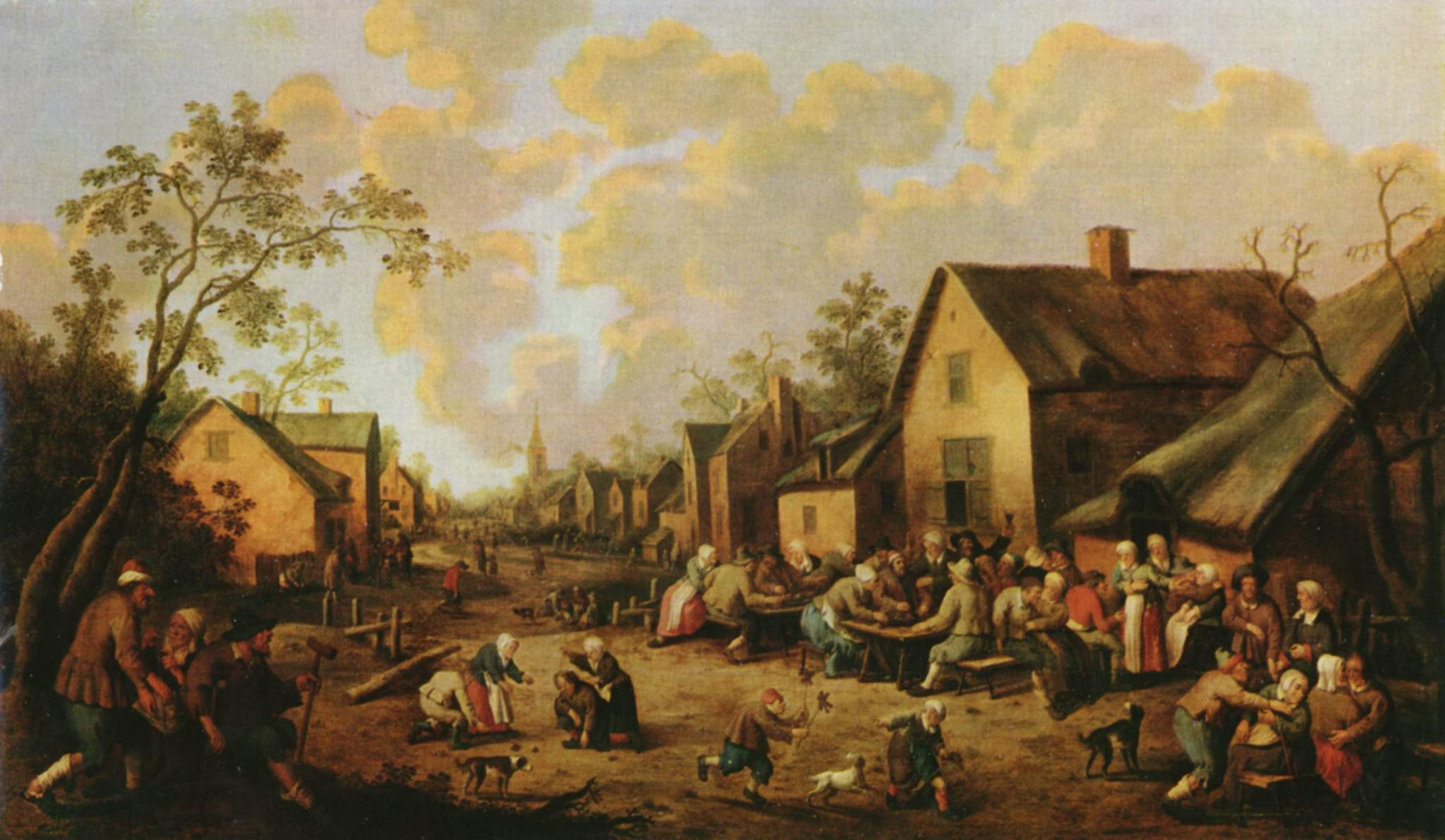
Dorpsstraat, 1654, Szépművészeti Múzeum, Boedapest

Joost Cornelisz. Droochsloot, ook wel geschreven als Droog(h)sloot (Utrecht, 1585 of 1586 - aldaar, 1666) was een Nederlands kunstschilder.
Van Droochsloots jonge jaren is niets bekend. Mogelijk verbleef hij als leerling enkele jaren in Amsterdam en Den Haag. De eerste vermelding is zijn toetreding tot het Sint-Lucasgilde in Utrecht in 1616. Hij was vanaf 1623 diverse malen deken van het gilde en vervulde ook kerkelijke en publieke functies in de stad. Tot zijn dood bleef hij werkzaam te Utrecht.
Droochslot werd beïnvloed door zowel Pieter Bruegel de Oude als de Jonge, maar ook door David Vinckboons. Zijn vroegste werken waren grootschalige historiestukken, maar hij ging later over op kleinschalige afbeeldingen van actuele gebeurtenissen en boerenscènes. Hij was een zeer productief schilder. Oorspronkelijk signeerde hij alleen met Joost Cornelisz., maar later voegde hij er Droogsloot aan toe. Jacob Duck was een leerling van hem. Zijn zoon Cornelius Droochsloot was ook kunstschilder.

## Werken
Een aantal werken van Droochsloot:
- Zeven werken van barmhartigheid op de Neude te Utrecht
- Gezicht op de Ganzenmarkt en de Stadhuisbrug te Utrecht, met onder meer het huis het Keyzerrijk, - het later genoemde Waaggebouw -, de stadskraan en de Ganzenmarkt te Utrecht
- een zelfportret, dat in de "Catalogus der kunstverzameling van Van der Marck, Aegidz., te Leyden, verkocht te Amsterdam, in 1773" als volgt wordt omschreven: "Deze schilder heeft zich afgebeeld, in zijne schilderkamer, met den hoed in zijne hand, in eene houding alsof hij iemand groette. Hij zit op een stool voor zijn ezel, waar een groot stuk op staat, hebbende in zijn linkerhand den schilderstok, een bos penceelen en een palet met opgezette verwen; achter hem vertoont zich zijn leerling, bezig met verwen te wrijven; zijnde voorts het vertrek voorzien van allerlei schildergereedschappen en verder bijwerk."